# Gamla lantmannapartiet
Gamla lantmannapartiet var det namn som antogs av de frihandelsvänliga medlemmarna av Lantmannapartiet, sedan protektionisterna 1888 hade brutit sig ur partiet och bildat Nya lantmannapartiet. Partierna återförenades 1895 under det ursprungliga partinamnet.